# George Bacovia
George Bacovia (n. 17 septiembre 1881, Bacău – m. 22 mayo 1957, Bucarest) fue un escritor rumano, cercano al simbolismo francés. Es autor de libros de poesía y prosa escrita en la tradición de la literatura rumana, con influencias evidentes de la gran lírica francesa moderna, admirada por él. Aunque inicialmente fue considerado un poeta menor por la crítica literaria, la recepción de su obra se fue haciendo gradualmente más favorable, hasta llegar a ser reconocido como el más importante poeta simbolista rumano  y uno de los más significativos de la poesía rumana moderna.

## Biografía

### Infancia
El nombre real de Bacovia es George Andone Vasiliu, nacido en Bacău, hijo del comerciante Dimitrie Vasiliu y su mujer Zoe "Zoiţa" Vasiliu (de soltera, Langa). A sólo seis años empieza a estudiar Alemán. Entre 1889 y 1890 comienza sus estudios en una academia de Bacău, antes de matricularse en 1891 en la "Domnească" en la escuela primaria en la misma ciudad. En junio de 1893, termina su educación primaria y después comienza estudios en el "Gimnaziul Ferdinand", también en Bacău. En una noche de otoño, por descuido de un sacristán, se quedó encerrado durante toda la noche en la torre de la iglesia Precista, una experiencia que más tarde inspiraría su primer poema importante, 1899's Amurg violet (Crepúsculo Violeta). Manifestó talento para el dibujo y se convirtió en un excelente violinista en la orquesta de la escuela, que él dirigía. Se distinguió  también como gimnasta.
En 1899, recibió el primer premio nacional en el concurso "Tinerimii române" de dibujos artísticos de la naturaleza. Su poema Şi toate - escrito un año antes con el nombre de "V. George" - fue publicado en la revista Literatorul el 30 de marzo, lo que sirvió para lanzar su carrera literaria.

### Estudios

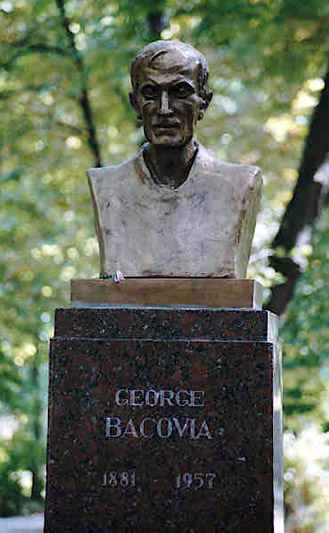
George Bacovia - Busto de Miliţa Petraşcu

En 1900 ingresó a la Escuela Militar de Iași, de la que se retirará en el segundo semestre, ya que no podía sufrir la disciplina marcial.
Compone la poesía Plumb, que será terminada en 1902. En 1901 ingresa en la Escuela Secundaria superior Ferdinand. Se gradúa en el instituto de Bacău en 1903. Escribe la poesía "Liceu", como respuesta a un cuestionario enviado por el ministerio a los graduados de aquel año sobre la reforma educativa iniciada por Spiru Haret. Se matricula en la Facultad de Derecho en Bucarest. Lee en una de las reuniones del salón literario de Macedonski la poesía  Plumb, que produce una fuerte impresión.
En 1904 lee la poesía Nervi de toamnă en el círculo del otro autor Macedonski, y obtiene también el mismo éxito. Colabora con la revista Arta de Iași. Se retira de la Facultad de Derecho en Bucarest. Se establece en 1905 en Bucarest, junto con su hermano Eugen. Un año más tarde, en 1906, regresa a Bacau, donde se establece en la casa de la calle "Liceului". Escribe la poesía Lacustră.
En 1907 se matricula en la Facultad de Derecho de Iași y empieza de nuevo el primer año. Se queda en Iași y el siguiente año. Colabora con la revista de I.M. Rașcu Versuri, más tarde Versuri și proză. Entre 1909-1910 se va a Iași solo en el periodo de los exámenes, mientras vive el resto del tiempo en Bacău. En 1911 obtiene la diploma de derecho y se inscribe en la prefectura, cotizando pero sin practicar. Colabora con Românul literar de Caion en 1912.
Trabaja como suplente en una escuela Primaria en Bacau y en un suburbio de Bacau, Călugara. Colabora con Flacăra.
Desde 1913 es ayudante del contable en la misma prefectura pero se enferma y dimite.

## Su obra

### Volúmenes publicados durante su vida
- Plumb, București, 1916
- Scîntei galbene, Bacău, 1926
- Bucăți de noapte, București, 1926
- Poezii, București, 1929
- Cu voi..., București, 1930
- Poezii, prefață de Adrian Maniu, București, 1934
- Comedii în fond, București, 1936
- Opere, București, 1944
- Stanțe burgheze, București, 1946
- Poezii, București, 1956 (ediție revăzută și adăugită de autor, 1957)

## Ediciones Póstumas (selectivas)
- Plumb. Versuri. Piombo. Versi. Antología bilingüe rumano-italiano, selección, traducción, Bibliografía y ensayo crítico de Geo Vasile. Roma, Fermenti Editrice, 2008.
- Cu voi. Con voi. Florilegiu rumano-italiano, selección, traducción, Bibliografía y epílogo de Geo Vasile, Bucurest, Editura Ideea Europeană, 2007.
- Lacustră, edición de bibliófilo consiste en Mircea Coloșenco, Bucurest, Museo de Literatura de Rumania, 2001.
- Opere, prefacio, antología, notas, bibliografía Michael Petroveanu opciones de ajuste de texto Cornelia Botez, București, Editura Minerva, 1978.
- Opere, edición de Mihail Petroveanu y Cornelia Botez, Bucurest, Editura Fundación Cultural Rumano, 1994.
- Opere, edición consta de Mircea Coloșenco, Bucurest, Editura Univers Enciclopédico, 2001.
- Opere, Bucurest, Editura Semne, 2006.
- Plumb. Versuri și proză, prefacio de Nicolae Manolescu, Bucurest, Editura para Literatura, 1965.
- Plumb / Plomo, edición bilingüe rumano - español, Bucurest, Editura Minerva, 1974.
- Plumb / Lead, edición bilingüe rumano - inglés, Bucurest, Editura Minerva, 1980.
- Plumb, Iași, Editura Junimea, 1982.
- Plumb, Timișoara, Editura Helicon, 1994 (reed. 1996).
- Plumb, Iași, Institutul European, 1997.
- Plumb (poesía, prosa), Bucurest. Editura Albatros, 1998.
- Plumb / Plomb, edición bilingüe rumano - francesa, Pitești, Editura Paralela 45, 1998 (reed. 2004).
- Plumb, edición ordenada, epílogo, cronología, elogios de la crítica de Elisabeta Lăsconi, Bucurest, Editura Gramar, 2001 (reed. 2004, 2007).
- Plumb, Bucurest & Chișinău, Litera Internacional , 2001.
- Plumb, București, Editura Humanitas, 2007.
- Plumb de iarnă / Lead of winter, edición bilingüe rumano - inglés, Norcross, Ga., Criterion, 2002.
- Poemă în oglindă / Poème dans le miroir, edición bilingüe rumano - francesa, Cluj, Editura Dacia, 1988.
- Poeme alese / Poemi scelti, edición bilingüe rumano-italiano, Bucurest Editura Fundación Cultural Rumano, 2002.
- Poezii, edición ordenada y monumentos históricos literarios Cornelia Botez, Bucurest, Editura Minerva, 1980.
- Poezii, Galați, Editura Porto-Franco, 1991.
- Poezii, Bucuresti, Editura Universal Dalsi, 2001.
- Poezii / Versek, edición bilingüe rumano - ungara, Bucurest, Editura Gramar, 2003.
- Poezii . Proză, epílogo y bibliografía Ion Bogdan Lefter, Bucurest, Editura Minerva, 1983 (reed. 1987).
- Proză, Bucurest, Editura Minerva, 1980.
- Rar, poemas hablan en la radio, Bucurest, Casa Radio, 2005.
- Scrieri alese, prefacio de Ov. S. Crohmălniceanu, Bucurest, Editura para Literatura, 1961.
- Stanțe burgheze, con 32 dibujos originales del autor y varios borradores, Bacău, Look Design, 2000.
- Versuri, Bucurest, Editura Saeculum, 1996.
- Versuri și proză, edición, cronología, notas, bibliografía, hitos fundamentales ordenadas Ion Nistor, prefață de Mircea Anghelescu, Bucurest, Editura Albatros, 1985 (reed. 1987, 1990).
- Versuri și proză, Bucurest, Editura Eminescu, 1987.
- Blei und andere Gedichte. Dionysos, Boppard, ins Deutsche: Christian W. Schenk, 2018, ISBN 978-1-9807-2919-8.

## Premios
- En 1923 fue galardonado por el Departamento de Artes por el volumen Plumb.
- En 1925 recibe el Premio de poesía de la Sociedad de Escritores de Rumania, ex aequo junto con Lucian Blaga
- En 1934 el Premio Nacional de Poesía se otorga a George Bacovia y a  Tudor Arghezi

## Extractos de audio y citas
- Datos: Q301391
- Multimedia: George Bacovia / Q301391